# Vuelta a Burgos 2006
La Vuelta a Burgos 2006, ventottesima edizione della corsa, si svolse dal 6 al 10 agosto 2006 su un percorso di 672 km ripartiti in 5 tappe, con partenza da Briviesca e arrivo a Burgos. Fu vinta dallo spagnolo Iban Mayo della Euskaltel-Euskadi davanti ai suoi connazionali José Antonio Pecharromán e Daniel Moreno Fernandez.

## Tappe
| Tappa  | Data      | Percorso                          | km    | Vincitore di tappa  | Leader cl. generale |
| ------ | --------- | --------------------------------- | ----- | ------------------- | ------------------- |
| 1ª     | 6 agosto  | Briviesca > Medina de Pomar       | 178   | Aaron Kemps         | Aaron Kemps         |
| 2ª     | 7 agosto  | Aranda de Duero > Roa de Duero    | 158   | Carlos Torrent      | Carlos Torrent      |
| 3ª     | 8 agosto  | Lerma > Lerma (cron. individuale) | 13    | José Iván Gutiérrez | José Iván Gutiérrez |
| 4ª     | 9 agosto  | Vilviestre > Lagunas de Neila     | 148,8 | Iban Mayo           | Iban Mayo           |
| 5ª     | 10 agosto | Miranda de Ebro > Burgos          | 174   | José Iván Gutiérrez | Iban Mayo           |
| Totale | Totale    | Totale                            | 672   |                     |                     |

## Dettagli delle tappe

### 1ª tappa
- 6 agosto: Briviesca > Medina de Pomar – 178 km

| Pos. | Corridore        | Squadra    | Tempo    |
| ---- | ---------------- | ---------- | -------- |
| 1    | Aaron Kemps      | Astana     | 4h17'08" |
| 2    | Steven Caethoven | Vlaanderen | s.t.     |
| 3    | Carlos Torrent   | Vina Magna | s.t.     |

| Pos. | Corridore        | Squadra    | Tempo    |
| ---- | ---------------- | ---------- | -------- |
| 1    | Aaron Kemps      | Astana     | 4h17'08" |
| 2    | Steven Caethoven | Vlaanderen | s.t.     |
| 3    | Carlos Torrent   | Vina Magna | s.t.     |

### 2ª tappa
- 7 agosto: Aranda de Duero > Roa de Duero – 158 km

| Pos. | Corridore          | Squadra    | Tempo    |
| ---- | ------------------ | ---------- | -------- |
| 1    | Carlos Torrent     | Vina Magna | 3h29'08" |
| 2    | Simone Cadamuro    | Milram     | s.t.     |
| 3    | José Joaquín Rojas | Astana     | s.t.     |

| Pos. | Corridore          | Squadra      | Tempo    |
| ---- | ------------------ | ------------ | -------- |
| 1    | Carlos Torrent     | Vina Magna   | 7h46'36" |
| 2    | José Joaquín Rojas | Astana       | s.t.     |
| 3    | Crescenzo D'Amore  | Acqua & Sap. | s.t.     |

### 3ª tappa
- 8 agosto: Lerma > Lerma (cron. individuale) – 13 km

| Pos. | Corridore           | Squadra          | Tempo  |
| ---- | ------------------- | ---------------- | ------ |
| 1    | José Iván Gutiérrez | Caisse d'Epargne | 16'38" |
| 2    | David Herrero       | Euskaltel        | a 7"   |
| 3    | Antonio Colom       | Caisse d'Epargne | a 11"  |

| Pos. | Corridore           | Squadra          | Tempo    |
| ---- | ------------------- | ---------------- | -------- |
| 1    | José Iván Gutiérrez | Caisse d'Epargne | 8h03'14" |
| 2    | David Herrero       | Euskaltel        | a 7"     |
| 3    | Antonio Colom       | Caisse d'Epargne | a 11"    |

### 4ª tappa
- 9 agosto: Vilviestre > Lagunas de Neila – 148,8 km

| Pos. | Corridore          | Squadra      | Tempo    |
| ---- | ------------------ | ------------ | -------- |
| 1    | Iban Mayo          | Euskaltel    | 3h50'26" |
| 2    | Mauricio Soler     | Acqua & Sap. | a 21"    |
| 3    | Sergio Ghisalberti | Milram       | a 31"    |

| Pos. | Corridore                | Squadra         | Tempo     |
| ---- | ------------------------ | --------------- | --------- |
| 1    | Iban Mayo                | Euskaltel       | 11h54'06" |
| 2    | José Antonio Pecharromán | Com. Valenciana | a 49"     |
| 3    | Daniel Moreno Fernandez  | Relax-GAM       | a 51"     |

### 5ª tappa
- 10 agosto: Miranda de Ebro > Burgos – 174 km

| Pos. | Corridore           | Squadra          | Tempo    |
| ---- | ------------------- | ---------------- | -------- |
| 1    | José Iván Gutiérrez | Caisse d'Epargne | 3h51'22" |
| 2    | Sergio Pardilla     | Vina Magna       | a 4"     |
| 3    | Simone Cadamuro     | Milram           | s.t.     |

| Pos. | Corridore                | Squadra         | Tempo     |
| ---- | ------------------------ | --------------- | --------- |
| 1    | Iban Mayo                | Euskaltel       | 15h45'32" |
| 2    | José Antonio Pecharromán | Com. Valenciana | a 49"     |
| 3    | Daniel Moreno Fernandez  | Relax-GAM       | a 51"     |

## Classifiche finali

### Classifica generale
| Pos. | Corridore                  | Squadra                        | Tempo     |
| ---- | -------------------------- | ------------------------------ | --------- |
| 1    | Iban Mayo                  | Euskaltel-Euskadi              | 15h45'32" |
| 2    | José Antonio Pecharromán   | Comunidad Valenciana           | a 49"     |
| 3    | Daniel Moreno Fernandez    | Relax-GAM                      | a 51"     |
| 4    | David Herrero              | Euskaltel-Euskadi              | a 54"     |
| 5    | Alexis Rodriguez Hernandez |                                | a 56"     |
| 6    | Ricardo Serrano Gonzalez   | Kaiku                          | a 1'01"   |
| 7    | Mauricio Soler             | Acqua & Sapone                 | a 1'07"   |
| 8    | José Iván Gutiérrez        | Caisse d'Epargne-Illes Balears | a 1'10"   |
| 9    | Ezequiel Mosquera          | Comunidad Valenciana           | a 1'22"   |
| 10   | Sergio Ghisalberti         | Team Milram                    | a 1'23"   |